# Giuseppe Leone Righini

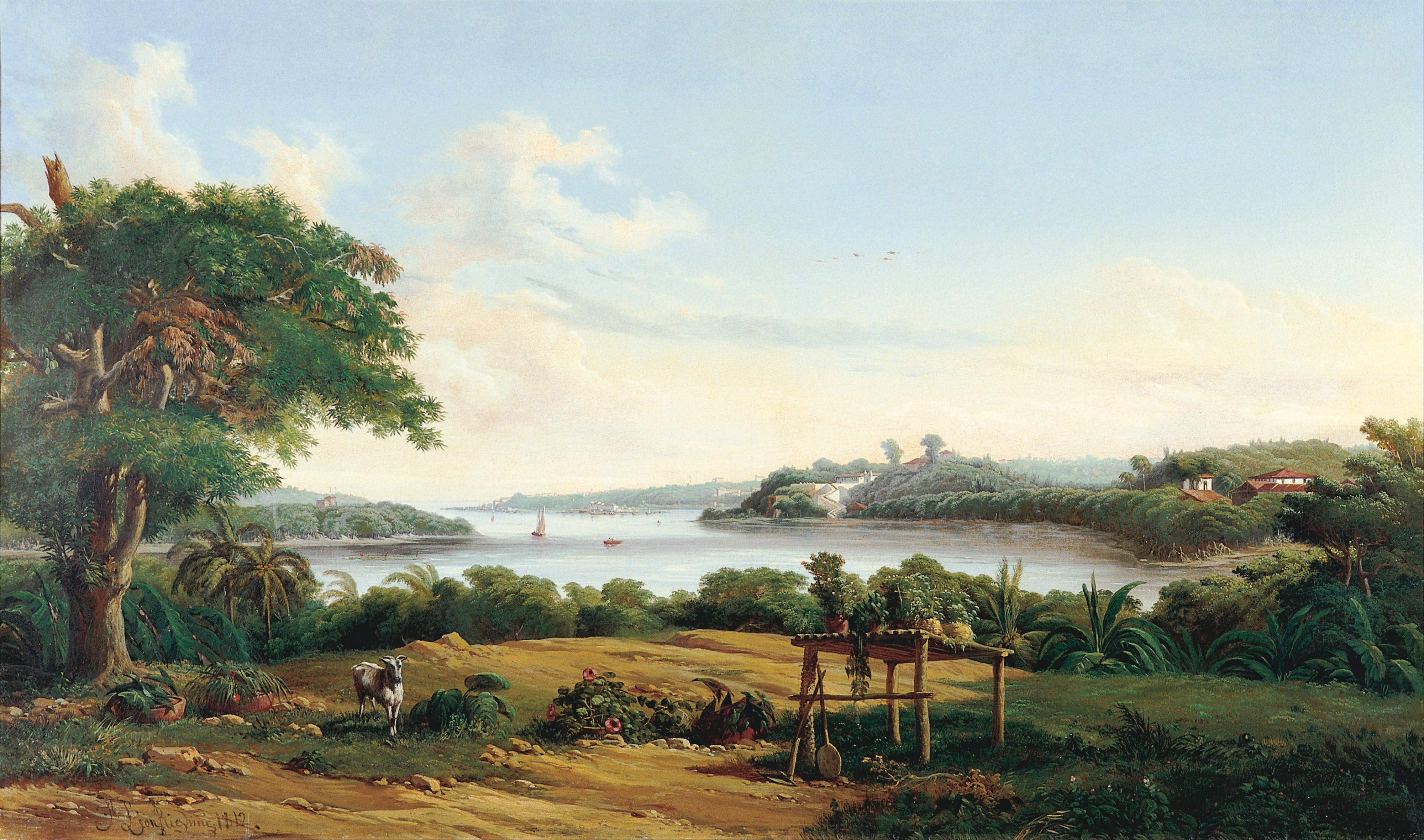
Arredores de cidade (1862), pintura de Giuseppe Leone Righini. Acervo da Pinacoteca do Estado, São Paulo.

Giuseppe Leone Righini, também referido como Joseph Léon Righini, (Turim, c. 1820 — Belém do Pará, 1884) foi um pintor, desenhista, gravador, fotógrafo, cenógrafo e professor italiano radicado no Brasil. O pintor chegou ao Brasil em 1856, desembarcando em Recife. Após sua passagem pela cidade pernambucana, Righini também esteve em São Luís do Maranhão, mas se fixou de fato no Belém do Pará.
Por muitos motivos, Righini é considerado um destaque entre todos os viajantes tardios e artistas estrangeiros que estiveram ativos no Brasil no século XIX. O italiano foi um dos primeiros a registrar as paisagens do Norte do país e o primeiro a registrar a selva amazônica a partir da observação in loco. Righini foi único artista viajante de origem italiana cuja contribuição é sinalizada como importante. Além disso, é considerado o maior talento da última leva de artistas que retratam as paisagens brasileiras, por volta de 1860. O artista registrou paisagens de diversos locais importantes e monumentos das cidades por onde passou.

## Biografia
As informações disponíveis sobre o artista são obscuras e os poucos dados encontrados sobre sua vida são conflitantes. Filho do pintor Pietro Righini e irmão do gravador Camillo Righini, Giuseppe Leone Righini, mais referido como Joseph Léon Righini (ou apenas J. L. Righini), nasceu no ano de 1820 em Turim, cidade italiana da região do Piemonte.
Estudou na Academia de Belas Artes de Turim e, em 1856 chega ao Brasil, em Recife, como cenógrafo da companhia de ópera de José Maria Ramonda. A companhia fora muito bem recepcionada em São Luís do Maranhão, onde sua primeira apresentação, a tragédia lírica Gemma di Vergy, recebe muitos elogios. O trabalho de Righini na peça também é enaltecido no Jornal Publicador Maranhense, no dia 26 de abril de 1856: "Resta-nos falar da decoração scenica, obra do Sr. Righini, que, sendo toda primorosa, muito melhor effeito teria produzido se o theatro estivesse mais bem iluminado".
Assim como os artistas da peça, o cenógrafo também foi muito elogiado durante a estadia da companhia na cidade. O autor dos textos do Publicador Maranhense - conhecido como Justus - inclusive propôs ao governo provinciano, numa publicação do dia 31 de julho de 1856, que fosse instalada uma escola de pintura cenográfica com aulas ministradas por Righini: "As decorações do theatro de S. Luiz, que já hão sido patentes ao público desta capital provão que o Sr. Righini é não já um mestre consumado, senão que um habilíssimo artista, e tão digno de nossa estima, como de uma mui importante e proveitoza aquisição; parecendo-me que o ensejo é mais azado para dar o governo um impulso ao progresso material e intellectual da província que tão sabiamente lhe foi confiada; lance mão desse insigne artista e estabeleça uma escola de pintura d'este gênero, onde a nossa mocidade (...) aprenda uma arte tão necessária. Só assim teremos entre nós hábeis scenographos. É que o Sr. Righini por qualquer eventualidade pode retirar-se desta província, e mesmo do império".
Righini, durante os anos de 1856 e 1857, quando viveu no Maranhão, também prestou serviços fotográficos, junto com o francês Joseph Dumas, seu tutor. Os dois tinham uma sociedade que, na época, estava localizada na Rua da Paz. Quando Dumas parte para os Estados Unidos e deixa seus equipamentos com o italiano, ele se torna o único fotógrafo residente em São Luís daquela época.
A nova técnica importada por Righini e Dumas consistia em tirar fotos em cristatofia. Nesse período do século XIX era comum a prática de pintores profissionais exercerem a profissão de fotógrafos como atividade financeira complementar e, por isso, eram denominados pintores-fotógrafos. Eles pintavam paisagens e fotografavam retratos.
Ainda em 1856, apesar de bem sucedido como cenógrafo, desentendimentos com Ramonda, o empresário da companhia, fazem com que Righini resolva deixá-la. Na época, morando na capital maranhense, o italiano opta por se mudar para Belém. Apesar de ficar por pouco tempo em São Luís, durante sua estadia, o artista deixou diversas obras da cidade sob uma perspectiva externa - panorâmicas ou apenas à distância, sendo as vistas da água para a cidade.
Em 1867, Johann Karl Wiegandt (1851-1918) - alemão tipógrafo e gravador dono de uma empresa de litografia no Pará, também referido como Conrad Wiegandt - publica um álbum de doze gravuras do Belém do Pará, a série de litografias Panorama do Pará em Doze Vistas Desenhadas. Atualmente as obras pertencem à Biblioteca Guita e José Mindlin e foram cedidas também ao Centro de Memória da Amazônia (CMA).
Em 1868, já morando em Belém, Righini anunciava, no Jornal do Pará, dar aulas de ensino particular de desenho e pintura, além de oferecer também seus serviços em trabalhos decorativos. A publicidade feita pelo artista, em meio a comunicados dos mais diferentes assuntos, possivelmente tenha dado algum resultado. No entanto, a sobrevivência econômica do artista esteve baseada, principalmente, nas encomendas de pintura decorativa de interiores que recebia.
Consta que na década de 1880, Righini embarcou para os Estados Unidos, mas retornou ao Brasil, dado que faleceu em 1884, em Belém. Apesar de sua importância artística conquistada atualmente, seu nome não está presente nos dicionários nacionais. Há uma curta menção, com a grafia Riguini, no Dicionário Histórico, Geográfico e Etnográfico do Brasil.

## Obra
Righini se destaca especialmente no que diz respeito ao que tomou como especialidade no Norte do Brasil: as artes da Amazônia oitocentista. Em suas obras, o que mais ganha relevância são as cenas da paisagem em contraste com o cenário urbano das cidades nortenhas da segunda metade do século XIX. Fica evidente a transformação que está ocorrendo, por conta da derrubada da mata virgem naquele período, em registros como os do italiano, nos quais fica em evidência a oposição entre a presença humana e a natureza intocada: "Se tratava de pinturas em que a explosão da natureza ganharia profunda dimensão".
A contemplação da paisagem é uma das características mais marcantes nas obras do pintor. No quadro Casas de índios na floresta Mata-Mata no Moju, Pará isso fica evidente ao se observar a abundância de espécies de plantas retratadas, apesar de o interesse científico não ser a única motivação do artista durante a produção dessas composições: "São principalmente as qualidades plásticas, os contrastes de cor e as formas inusitadas desse tipo de vegetação que interessam ao artista, com o devido cuidado em registrar os hábitos e a relação que os homens estabelecem com o espaço".  Muitos críticos ainda frisam a facilidade técnica com que Righini compunha as obras, articulando, em seus registros, as áreas de luz e sombra.
A partir dessa personalidade artística, o italiano fazia muitas composições de cunho fortemente cenográfico, misturando realidade e fantasia, que, num cenário do Romantismo, representava uma nova concepção e representação da natureza, na qual a paisagem ganha um novo papel e passa a assumir um caráter reflexivo: "Neste exercício reflexivo se observa uma relação direta entre o observador do quadro e a paisagem representada, introduzindo uma maior dramaticidade no quadro e maior identificação do observador com o evento registrado".
Essa forma de registrar à distância, nesse movimento reflexivo, tem relação também com a forma como o artista estrangeiro se sentia, inicialmente, em relação ao objeto de registro: "Righini está localizado num ponto e a cidade está distante, perfeitamente, meticulosamente desenhada, mas ele não pertence a ela, mantém uma distância". Nesse momento, o italiano apresenta-se como observador frente ao movimento da natureza e, com propósitos científicos, busca retratar exatamente o que é visto, numa tentativa de remontar na tela a paisagem local, cujo cenário é constituído por árvores e construções.

## Legado ao Norte do país
Durante a passagem de Righini por São Luís do Maranhão, seu olhar estrangeiro deixou como legado diversas obras de vistas da cidade. Ao mesmo tempo que se interessava em registrar a natureza e o pitoresco, não deixava de inserir nas pinturas os espaços urbanos que estavam sendo criados naquele momento da história. O artista passa então a fazer parte, contribuindo com seu testemunho visual, de uma discussão política histórica a respeito do processo de colonização e ocupação da região amazônica no século XIX, em especial ao uso de suas florestas - cujo debate ainda hoje está em pauta.
Os registros do italiano, sob uma perspectiva menos artística e mais política, representam um grande registro da construção histórica do país - em especial da região Norte. Nas obras de Righini é possível observar a ilustração de alguns processos descritos verbalmente na História do Brasil. Um deles é o projeto político, na época, de transformar a região amazônica do país num objeto publicitário, cujo intuito era atrair mais imigrantes: "Há, neste sentido, uma retomada do discurso de terra da promissão que, além de tudo, é cheia de belezas naturais e de riquezas da flora e fauna".
As obras de Righini se apresenta exatamente nesse ponto histórico onde um próspero futuro, com infinitas possibilidade, era projetado para as nações americanas. No entanto, nesse mesmo quadro, apresentavam-se outras questões, nas quais as características naturais das "novas terras" eram vistas como espaços selvagens a serem domados pois representavam desafios e limitações a essas tais ilimitadas projeções: "Trata-se de um momento em que a natureza analisada como grandiosa, intocada e enigmática do território americano, parecia prever a emergência de nações marcadas pela necessidade de promover ações, que não apenas permitissem promover o povoamento desses espaços, mas que assegurassem o desenvolvimento de técnicas que permitissem a exploração dos recursos naturais e o consequente domínio do espaço considerado eminentemente natural".